# Neuheit beim Design
Neuheit ist neben Eigenart die wichtigste Voraussetzung für die Schutzfähigkeit eines Designs (Geschmacksmusters). Zwar stellt die Neuheit des Anmeldungsgegenstands auch für die beiden so genannten technischen Schutzrechte, Patent und Gebrauchsmuster die wichtigste Schutzvoraussetzung dar; vgl. § 1 Abs. 1 und § 3 PatG bzw. § 1 Abs. 1 und § 3 Abs. 1 GebrMG. Gleichwohl bestehen nicht unerhebliche Unterschiede zwischen den einander gegenüberstehenden Neuheitsbegriffen von Patent und Gebrauchsmuster einerseits und Geschmacksmuster andererseits.

## Die Rechtslage nach dem GeschmMG alter Fassung (a.F.)
Der im Folgenden erläuterte Neuheitsbegriff hatte grundsätzlich Gültigkeit bis zur Inkraftsetzung des Geschmacksmusterreformgesetzes bzw. des GeschmMG neuer Fassung (jetzt: DesignG) durch den deutschen Gesetzgeber am 1. Juni 2004, der damit die Richtlinie 98/71 EG in nationales Recht umgesetzt hat.

### Der Neuheitsbegriff als solcher
Während im Gebrauchsmusterrecht der Neuheitsbegriff gesetzlich definiert ist, – der Gegenstand eines Gebrauchsmusters gilt als neu, wenn er nicht zum Stand der Technik gehört, § 3 Abs. 1 Satz 1 GebrMG – fehlte im herkömmlichen Geschmacksmusterrecht (Designrecht) eine entsprechende Legaldefinition. Seit der "Rüschenhaube"-Entscheidung war es jahrzehntelang unstreitig, dass ein Muster dann als neu angesehen werden müsse, "wenn die seine Eigentümlichkeit begründenden Gestaltungsmerkmale im Anmeldezeitpunkt den inländischen Fachkreisen weder bekannt sind noch bei zumutbarer Beachtung der auf den einschlägigen oder benachbarten Gewerbegebieten vorhandenen Gestaltungen bekannt sein konnten". Eine Übereinstimmung mit dem im Gebrauchsmusterrecht geltenden Neuheitsbegriff bestand insofern, als es sich auch beim Geschmacksmuster um eine – zumindest im Wesentlichen – objektive Neuheit handelte. Diese wurde jedoch im Geschmacksmusterrecht relativiert und damit subjektiviert. Bei der Subjektivität handelt es sich nämlich logisch um eine Unterart der Relativität. Denn die "Rüschenhaube"-Entscheidung stellte auf eine Kenntnis der inländischen Fachkreise unter "zumutbarer Beachtung der auf den einschlägigen oder benachbarten Gewerbegebieten vorhandenen Gestaltungen" ab. Zu beachten ist hierbei allerdings, dass der Neuheitsbegriff nach obiger Definition grundsätzlich auch solche Gestaltungen als neuheitsschädlich mit einbezog, die den inländischen Fachkreisen vom Ausland her bekannt waren bzw. bekannt sein konnten. Insoweit besteht ein nicht unerheblicher Unterschied zur Neuheit beim Gebrauchsmuster, die – im Falle offenkundiger Vorbenutzung – ausschließlich durch im Inland stattgefundene Vorbenutzungshandlungen in Frage gestellt zu werden vermag.

### Die Neuheitsschonfrist
Gemäß § 7 a GeschmMG a.F. blieb eine Vorveröffentlichung eines Erzeugnisses bei der Beurteilung seiner Neuheit außer Betracht, wenn die Vorveröffentlichung innerhalb von sechs Monaten vor dem für den Zeitrang der Anmeldung maßgeblichen Tag stattgefunden hatte und durch den Anmelder oder dessen Rechtsnachfolger vorgenommen worden war. Diese Einschränkung des für die Beurteilung der Schutzfähigkeit relevanten Neuheitsbegriffs entsprach im Wesentlichen der für das Gebrauchsmuster geltenden Regelung in § 3 Abs. 1 Satz 3 GebrMG.

## Das neue Geschmacksmusterrecht (Designrecht)
(Quelle:)

### Der Neuheitsbegriff als solcher

#### Legaldefinition
Das gemäß Art 6 Abs. 1 Geschmacksmusterreformgesetz am 1. Juni 2004 in Kraft getretene GeschmMG n.F. (DesignG) enthält nun eine (im bisherigen Geschmacksmustergesetz fehlende) Legaldefinition der Neuheit, wonach ein Muster (Geschmacksmuster) als neu gilt, "wenn vor dem Anmeldetag kein identisches Muster offenbart worden ist", § 2 Abs. 2 Satz 1 DesignG. "Muster gelten als identisch, wenn sich ihre Merkmale nur in unwesentlichen Einzelheiten unterscheiden", Satz 2 der vorgenannten Vorschrift. Mit § 2 Abs. 2 DesignG wird Art 4 der Richtlinie 98/71 EG in nationales Recht umgesetzt. Es fehlt zwar in § 2 Abs. 2 DesignG der – in Art 4 der Richtlinie enthaltene – Hinweis, dass anstelle des Anmeldetags gegebenenfalls auch der Prioritätstag für das Kriterium der Neuheit maßgebend ist. § 13 Abs. 2 DesignG stellt jedoch klar, dass bei wirksamer Inanspruchnahme einer ausländischen Priorität (Anmeldetag eines identischen Geschmacksmusters in einem ausländischen Staat, vgl. § 14 DesignG) oder einer Ausstellungspriorität (Tag der Präsentation des betreffenden Musters auf einer anerkannten Ausstellung, vgl. § 15 DesignG) der Prioritätstag an die Stelle des Anmeldetags tritt. (Eine entsprechende Regelung ergab sich nach bisherigem Geschmacksmusterrecht aus dem Gesetz betreffend den Schutz von Mustern auf Ausstellungen (Ausstellungsgesetz)). Nach obiger, nunmehr geltender Definition der Neuheit eines Geschmacksmusters ist grundsätzlich nur maßgebend, was "offenbart" ist. § 5Satz 1 1. Halbsatz (HS) DesignG enthält eine Legaldefinition des Begriffs "Offenbarung", wonach – grundsätzlich – ein Muster offenbart ist, "wenn es bekannt gemacht, ausgestellt, im Verkehr verwendet oder auf sonstige Weise der Öffentlichkeit zugänglich gemacht wurde..." § 5 Satz 1 2. HS DesignG relativiert diese Definition der "Offenbarung" sowohl in regionaler als auch in subjektiver Hinsicht, indem nämlich ein Muster, das eigentlich der Öffentlichkeit zugänglich gemacht worden ist, dennoch nicht als (im Rechtssinne) offenbart zu gelten habe, wenn die Offenbarung "den in der Gemeinschaft tätigen Fachkreisen des betreffenden Sektors im normalen Geschäftsverlauf vor dem Anmeldetag des Musters nicht bekannt sein konnte". Während also nach altem Geschmacksmusterrecht auf die Kenntnisse inländischer Fachkreise abgestellt wurde, soll nunmehr maßgebend sein, was "den in der Gemeinschaft (d. h. in der EG) "tätigen... Fachkreisen bekannt sein konnte".

#### Der Zumutbarkeitsgedanke
Was den noch in der "Rüschenhaube"-Entscheidung des BGH betonten Zumutbarkeitsgedanken anbelangt, so wird dieser in den den Neuheitsbegriff nunmehr normierenden §§ 2 Abs. 2 und 5 Satz 1 1.HS DesignG nicht ausdrücklich vorausgesetzt. Gleichwohl wird er aber  durch den –  in Form einer Einrede formulierten ("...es sei denn, dass dies den in der Gemeinschaft tätigen Fachkreisen des betreffenden Sektors im normalen Geschäftsverlauf vor dem Anmeldetag des Musters nicht bekannt sein konnte.") - § 5 Satz 1 2. HS DesignG zumindest angedeutet.

#### Zusammenfassung
Zusammenfassend ist zu konstatieren, dass auch im neuen Designrecht – und dies in wortgetreuer Umsetzung von Art 6 Abs. 1 Satz 1 der Richtlinie 98/71 EG – an regionalen und subjektiven Elementen der Neuheit festgehalten wird, beide Einschränkungen indes gegenüber der diesbezüglichen strengen Regelung  im bisherigen Geschmacksmusterrecht ("Rüschenhaube"-Entscheidung des BGH) deutlich abgemildert worden sind.

### Die Fiktion des § 5 Satz 2 DesignG
Hinzugekommen ist im neuen Designrecht eine – im GeschmMG a.F. fehlende – Relativierung des Neuheitsbegriffs, nämlich in Gestalt des § 5 Satz 2 DesignG, wonach ein Muster nicht als offenbart "gilt", wenn es einem Dritten lediglich unter der ausdrücklichen oder stillschweigenden Bedingung der Vertraulichkeit bekannt gemacht wurde. Eine solche – dem Designanmelder entgegenkommende – Durchbrechung der gesetzlichen Definition des Neuheitsbegriffs (s. o.) erscheint durchaus vernünftig: Enthebt sie doch künftig den Designanmelder bzw. -inhaber von der – in solchen Fällen nach altem Recht regelmäßig notwendigen – gerichtlichen Geltendmachung von Regressansprüchen gegenüber dem untreuen Vertragspartner.

### Die Neuheit von Bauteilen gemäß§4DesignG
Eine – im alten Geschmacksmusterrecht ebenfalls nicht vorgesehene – Verschärfung des Neuheitserfordernisses, die allerdings nur für den designrechtlichen Teileschutz gilt, normiert § 4 DesignG. Danach "gilt ein Muster, das bei einem Erzeugnis das Bauelement eines komplexen Erzeugnisses ist, benutzt oder in dieses Erzeugnis eingefügt wird, nur dann als neu..., wenn das Bauelement, das in ein komplexes Erzeugnis eingefügt ist, bei dessen bestimmungsgemäßer Verwendung sichtbar bleibt und diese sichtbaren Merkmale des Bauelements selbst die Voraussetzungen der Neuheit...erfüllen". Durch diese Fiktion soll verhindert werden, dass Teile eines Ganzen, z. B. Ersatzteile, die nach dem Einbau in das Ganze, z. B. in eine Maschine oder ein Fahrzeug, nicht (mehr) sichtbar sind, zum Geschmacksmuster angemeldet werden bzw. rechtsbeständigen Geschmacksmusterschutz genießen.

### Die Neuheitsschonfrist
Die bereits im GeschmMG a.F. vorgesehene Neuheitsschonfrist ist im neuen DesignG nicht nur als solche beibehalten, sondern – durch § 6DesignG – gegenüber der bisherigen Regelung noch ausgebaut worden. Als wesentliche Neuerung sei die Verlängerung der Frist von bisher sechs Monaten auf nunmehr 12 Monate, zurückgerechnet vom Anmelde- bzw. Prioritätstag, vgl. § 13 Abs. 2 DesignG, zu nennen. Außerdem stellt § 6 DesignG, abweichend von der bisherigen Regelung nach § 7 a GeschmMG a.F., bezüglich der Vornahme der Offenbarungshandlung nicht mehr auf den "Anmelder" (oder dessen Rechtsnachfolger), sondern auf den "Entwerfer", d. h. den Mustergestalter (oder dessen Rechtsnachfolger), ab. Neu gegenüber der bisherigen Regelung ist auch, dass die Neuheitsschonfrist nun auch von einem Dritten ausgelöst werden kann, vorausgesetzt, dessen Offenbarungshandlung ist die "Folge von Informationen oder Handlungen des Entwerfers oder seines Rechtsnachfolgers". Entsprechendes "gilt, wenn das Muster als Folge einer missbräuchlichen Handlung gegen den Entwerfer oder seinen Rechtsnachfolger offenbart wurde. (Der Gesetzgeber hat sich hier offensichtlich an § 3 Abs. 4 Nr. 1 PatG orientiert.) Auch diese Alternativvoraussetzung für die Neuheitsschonfrist war in § 7 a GeschmMG a.F. nicht vorgesehen.